# Peltodytes dietrichi
Peltodytes dietrichi är en skalbaggsart som beskrevs av Young 1961. Peltodytes dietrichi ingår i släktet Peltodytes och familjen vattentrampare. Inga underarter finns listade i Catalogue of Life.